# Peru op de Olympische Zomerspelen 1964
Peru nam deel aan de Olympische Zomerspelen 1964 in Tokio, Japan. Voor de derde achtereenvolgende keer won het geen enkele medaille.

## Deelnemers en resultaten

### Atletiek
| Olympiër          | Discipline       | Resultaat | Prestatie                            |
| ----------------- | ---------------- | --------- | ------------------------------------ |
| Gerardo di Tolla  | 100m (m)         | 51e       | serie 3: 7de in 10,9                 |
| Gerardo di Tolla  | 200m (m)         | 45e       | serie 1: 7de in 22,1                 |
| José Cavero       | 400m horden (m)  | 29e       | serie 4: 6de in 53,9                 |
| Roberto Abugattás | hoogspringen (m) | 26e       | kwalificatie groep B: 12de met 1,95m |

### Basketbal
| Olympiër | Discipline | Resultaat | Prestatie |
| --- | ---------- | --------- | --- |
| Carlos Vásquez Enrique Duarte Jorge Vargas José Guzmán Luis Duarte Manuel Valerio Oscar Benalcázar Oscar Sevilla Raúl Duarte Ricardo Duarte Simon Peredes Tomás Sangio | mannen     | 15e       | groep B: 7de W van Brazilië: 68-60 V van Australië: 62-81 V van Verenigde Staten: 45-60 V van Joegoslavië: 64-73 W van Zuid-Korea: 84-57 V van Finland: 59-63 V van Uruguay: 59-69 13-16de plek: V van Canada: 81-82 15-16de plek: W van Zuid-Korea: 71-66 |

| Voorronde Groep B |                  |             |             |             |        |        |        |        |
| #                 | Land             | Wedstrijden | Wedstrijden | Wedstrijden | Punten | Punten | Punten | Punten |
| #                 | Land             | G           | W           | V           | V      | T      | Saldo  | Punten |
| 1                 | Verenigde Staten | 7           | 7           | 0           | 569    | 333    | +236   | 14     |
| 2                 | Brazilië         | 7           | 5           | 2           | 473    | 452    | +21    | 12     |
| 3                 | Joegoslavië      | 7           | 5           | 2           | 529    | 453    | +76    | 12     |
| 4                 | Uruguay          | 7           | 4           | 3           | 472    | 482    | -10    | 11     |
| 5                 | Finland          | 7           | 3           | 4           | 409    | 475    | -66    | 10     |
| 6                 | Australië        | 7           | 2           | 5           | 434    | 460    | -26    | 9      |
| 7                 | Peru             | 7           | 2           | 5           | 431    | 453    | -24    | 9      |
| 8                 | Zuid-Korea       | 7           | 0           | 7           | 432    | 641    | -209   | 7      |

| Ronde        | Datum | Plaats           | Land  | Score       | Land |
| ------------ | ----- | ---------------- | ----- | ----------- | ---- |
| Groepsfase   |       |                  |       |             |      |
| 11 oktober   | Tokio | Brazilië         | 50-58 | Peru        |      |
| 12 oktober   | Tokio | Australië        | 81-62 | Peru        |      |
| 13 oktober   | Tokio | Verenigde Staten | 60-45 | Peru        |      |
| 14 oktober   | Tokio | Peru             | 64-73 | Joegoslavië |      |
| 16 oktober   | Tokio | Peru             | 84-57 | Zuid-Korea  |      |
| 17 oktober   | Tokio | Peru             | 59-63 | Finland     |      |
| 18 oktober   | Tokio | Uruguay          | 69-59 | Peru        |      |
| 13-16de plek |       |                  |       |             |      |
| 20 oktober   | Tokio | Canada           | 82-81 | Peru        |      |
| 15-16de plek |       |                  |       |             |      |
| 22 oktober   | Tokio | Peru             | 71-6  | Zuid-Korea  |      |

### Schietsport
| Olympiër             | Discipline                 | Resultaat | Prestatie                       |
| -------------------- | -------------------------- | --------- | ------------------------------- |
| Oscar Caceres        | 50m geweer 3 houdingen (m) | 30e       | 1114 punten: (388-378-348)      |
| Carlos Lastarria     | 50m geweer 3 houdingen (m) | 46e       | 1086 punten: (388-369-329)      |
| Javier Caceres       | 50m geweer liggend (m)     | 68e       | 572 punten: (98-95-94-93-98-94) |
| Oscar Caceres        | 50m geweer liggend (m)     | 49e       | 584 punten: (98-97-95-97-98-99) |
| Pedro Puente         | 50m pistool (m)            | 50e       | 494 punten: (71-83-88-79-89-84) |
| Antonio Vita         | 50m pistool (m)            | 6e        | 550 punten: (95-89-92-91-91-92) |
| Guillermo Cornejo    | 25m snelvuurpistool (m)    | 34e       | 573 punten: (286-287)           |
| Armando López-Torres | 25m snelvuurpistool (m)    | 43e       | 553 punten: (273-280)           |
| Eduard de Atzel      | trap (m)                   | 34e       | 182 punten                      |
| Enrique Dibos        | trap (m)                   | 37e       | 178 punten                      |

### Wielersport
| Olympiër     | Discipline       | Resultaat | Prestatie      |
| ------------ | ---------------- | --------- | -------------- |
| Teófilo Toda | wegwedstrijd (m) | DNF       | niet gefinisht |

### Zwemmen
| Olympiër                                                  | Discipline            | Resultaat | Prestatie               |
| --------------------------------------------------------- | --------------------- | --------- | ----------------------- |
| Luis Paz                                                  | 100m vrije slag (m)   | 51e       | serie 7: 7de in 58,5    |
| Carlos Canepa                                             | 400m vrije slag (m)   | 43e       | serie 1: 5de in 4.44,9  |
| Walter Ledgard Jr.                                        | 400m vrije slag (m)   | 45e       | serie 5: 7de in 4.50,4  |
| Walter Ledgard Jr.                                        | 1500m vrije slag (m)  | 29e       | serie 2: 7de in 19.10,3 |
| Augusto Ferrero                                           | 200m rugslag (m)      | 30e       | serie 3: 7de in 2.29,9  |
| Carlos Canepa                                             | 200m vlinderslag (m)  | 28e       | serie 2: 6de in 2.24,9  |
| Gustavo Ocampo                                            | 200m vlinderslag (m)  | 31e       | serie 5: 6de in 2.31,4  |
| Luis Paz                                                  | 400m wisselslag (m)   | 29e       | serie 2: 8ste in 5.39,5 |
| Luis Paz Carlos Canepa Augusto Ferrero Walter Ledgard Jr. | 4x100m vrije slag (m) | 13e       | serie 2: 7de in 4.02,6  |
|                                                           |                       |           |                         |
| Rosario de Vivanco                                        | 100m vrije slag (v)   | 41e       | serie 4: 8ste in 1.09,0 |
| Rosario de Vivanco                                        | 400m vrije slag (v)   | DNS       | serie 3: niet gestart   |
| Rosario de Vivanco                                        | 400m wisselslag (v)   | DNS       | serie 3: niet gestart   |

Afghanistan · Algerije · Argentinië · Australië · Bahama's · België · Bermuda · Birma · Bolivia · Brazilië · Brits-Guiana · Bulgarije · Cambodja · Canada · Ceylon · Chili · Colombia · Congo-Brazzaville · Costa Rica · Cuba · Denemarken · Dominicaanse Republiek · Duits eenheidsteam · Ethiopië · Filipijnen · Finland · Frankrijk · Ghana · Griekenland · Groot-Brittannië · Hongarije · Hongkong · Ierland · IJsland · India · Irak · Iran · Israël · Italië · Ivoorkust · Jamaica · Japan · Joegoslavië · Kameroen · Kenia · Libanon · Liberia · Libië · Liechtenstein · Luxemburg · Madagaskar · Maleisië · Mali · Marokko · Mexico · Monaco · Mongolië · Nederland · Nederlandse Antillen · Nepal · Nieuw-Zeeland · Niger · Nigeria · Noord-Rhodesië · Noorwegen · Oeganda · Oostenrijk · Pakistan · Panama · Peru · Polen · Portugal · Puerto Rico · Roemenië · Senegal · Sovjet-Unie · Spanje · Taiwan · Tanganyika · Thailand · Trinidad en Tobago · Tsjaad · Tsjecho-Slowakije · Tunesië · Turkije · Uruguay · Venezuela · Verenigde Arabische Republiek · Verenigde Staten · Vietnam · Zuid-Korea · Zuid-Rhodesië · Zweden · Zwitserland